# 薩巴里夫卡
49°8′20″N 29°39′54″E / 49.13889°N 29.66500°E
薩巴里夫卡（烏克蘭語：Сабарівка），是烏克蘭的村落，位於該國西南部文尼察州，由文尼察區負責管轄，始建於1680年，面積2平方公里，海拔高度247米，2001年人口591，人口密度每平方公里295.5人。